# Hải Điến

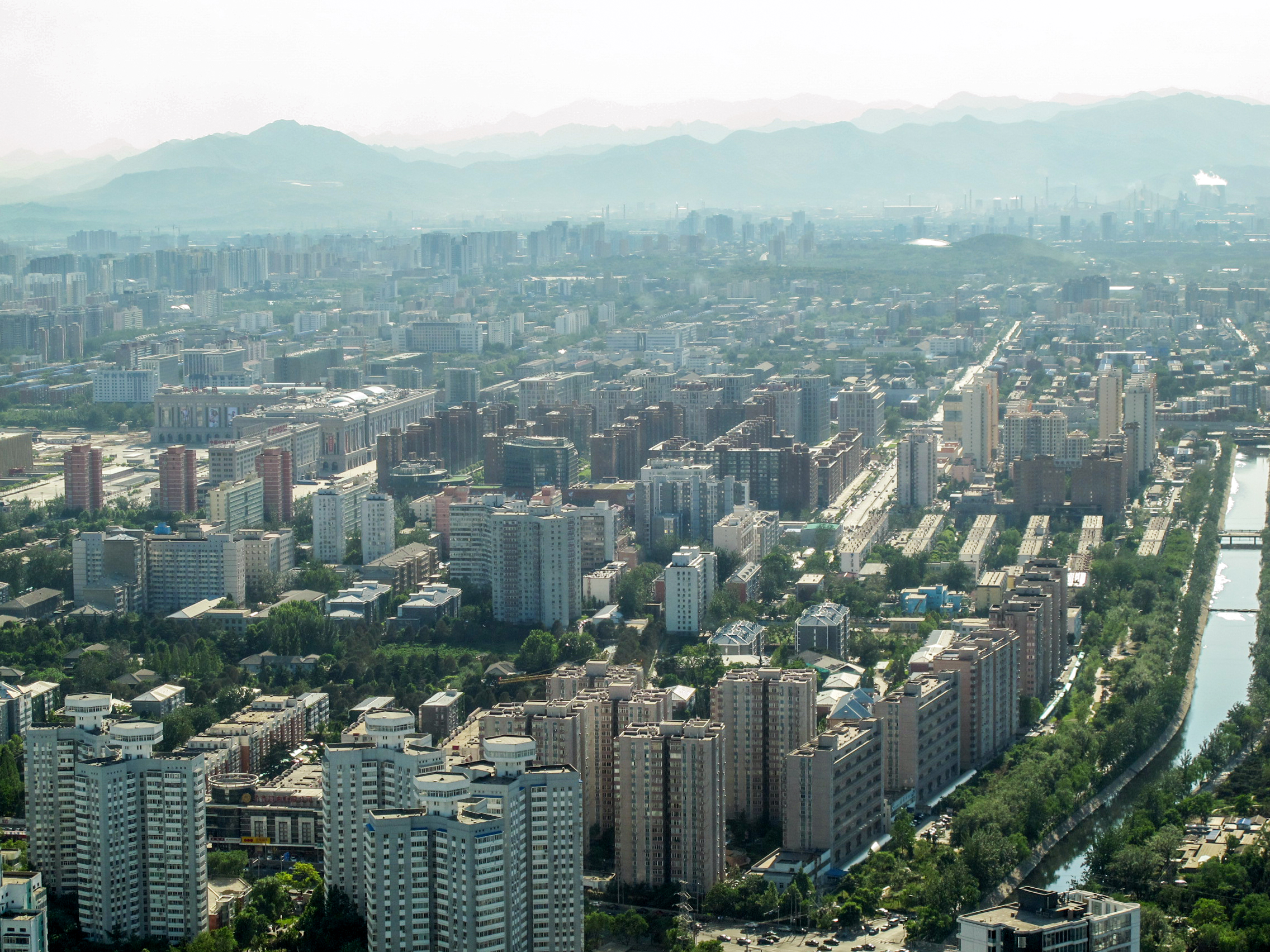
5 tòa nhà chọc trời

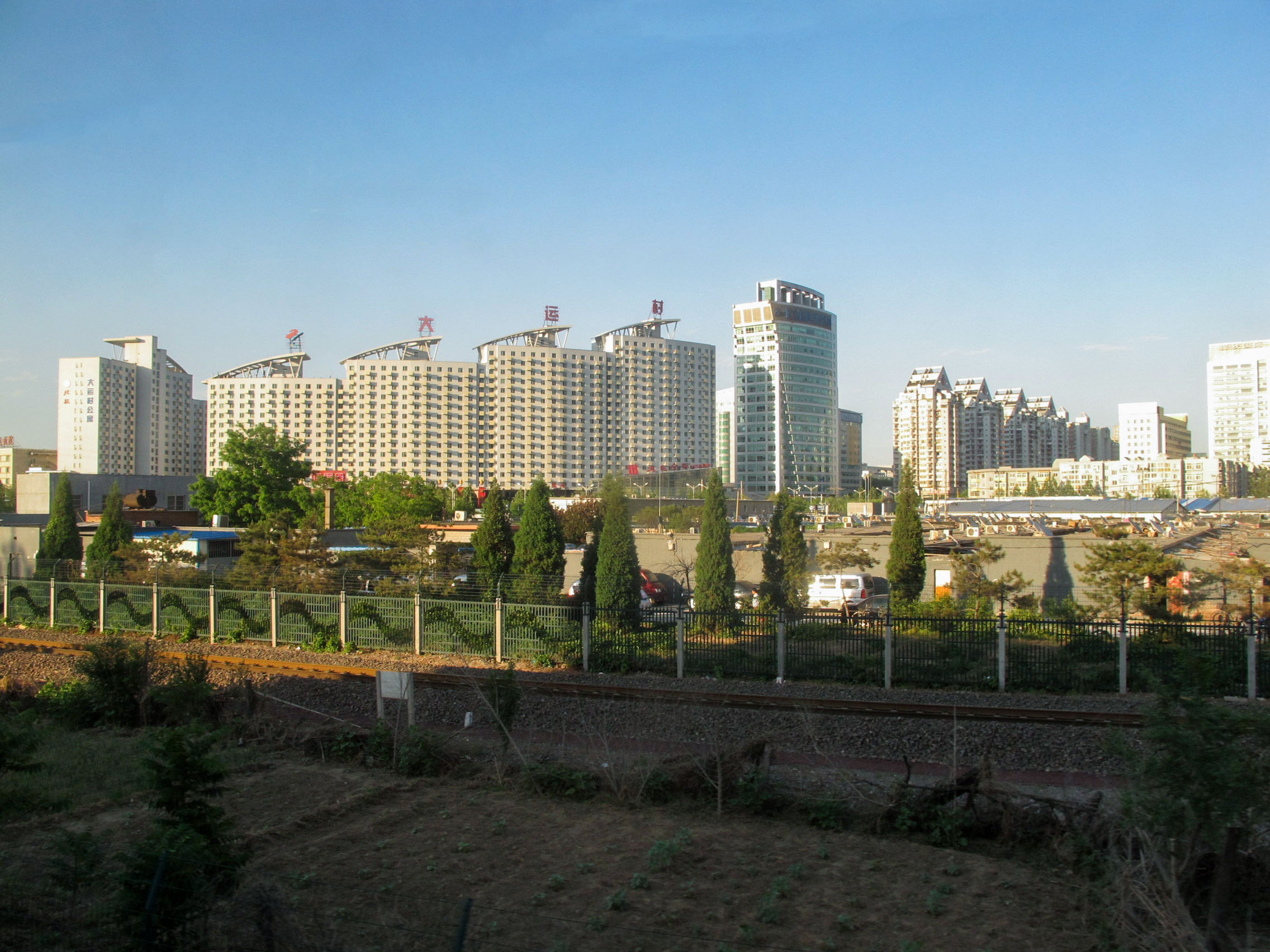
Thôn Đại Vận

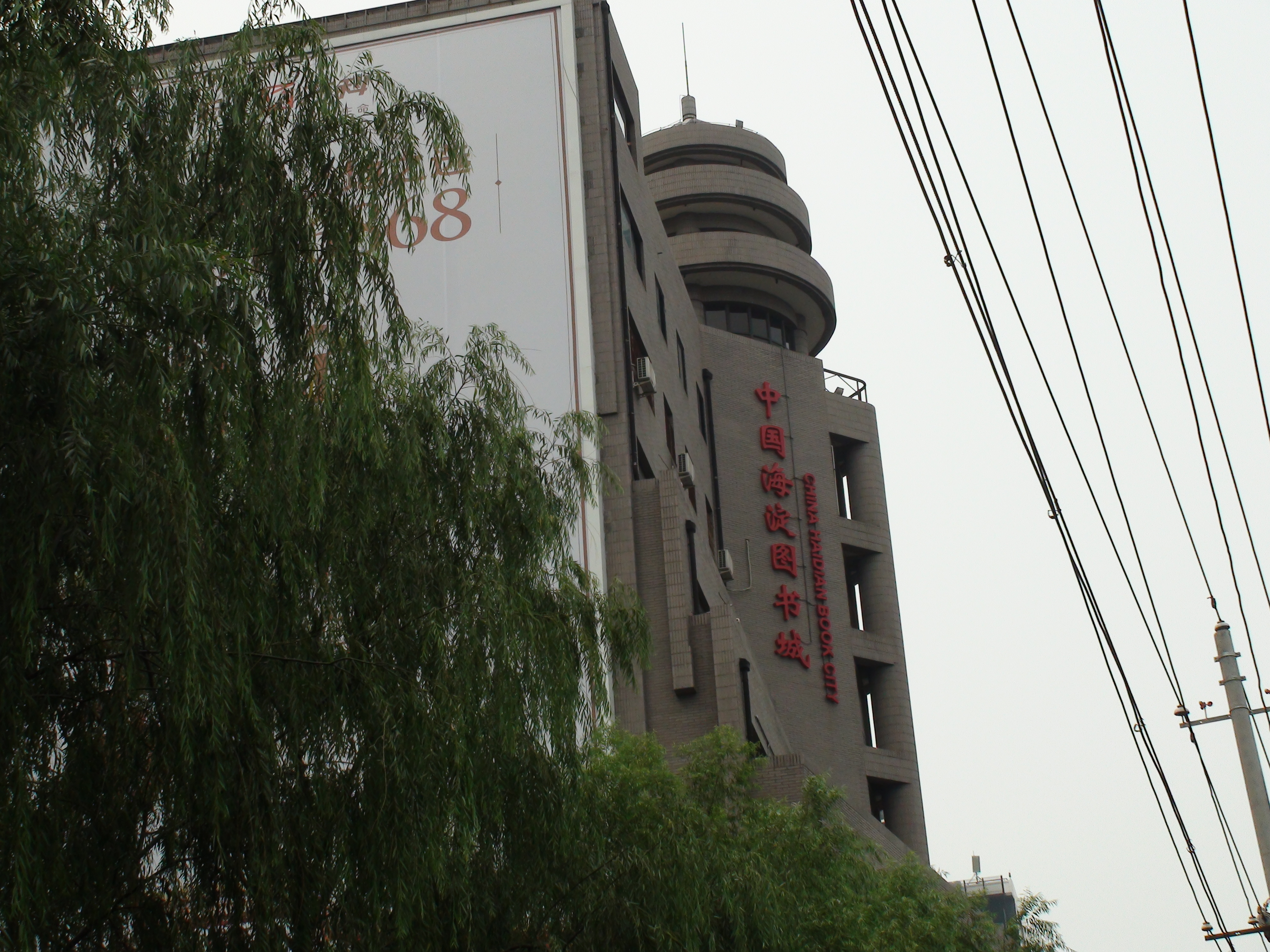
thành Đồ Thư thuộc quận Hải Điến

Hải Điến (tiếng Trung: 海淀区, pinyin: Hǎidiàn Qū, Hán Việt: Hải Điến khu)  là một quận nội thành nằm ở phía tây bắc của thủ đô Bắc Kinh, Trung Quốc. Diện tích toàn khu vực là 426 km vuông, chiều dài bắc nam khoảng 30 km, đông tây chiều rộng tối đa 29 km, chiếm 2.53%，diện tích của Bắc Kinh và khoảng ba phần tư diện tích đồng bằng của khu vực.

## Lịch sử
Di chỉ thời cổ đại gọi là trấn Hải Điến, khu Hải Điến trước thuộc thôn Chu Phòng, có di chỉ của Hán Thành, thôn còn sót lại từ thời Chiến Quốc; Hải Điến là thị trấn là thị trấn lớn nhất ở phía tây bắc vùng ngoại ô Bắc Kinh. Địa danh, “Hải Điến” được nhắc đến cuốn sách của Vương Uẩn (王恽) đời nhà Nguyên, Trung Đường Kí Sự (中堂记事) là một cuốn sách ghi chép lại sự việc.
Hải Điền còn được gọi là Hải Điện (“海甸”), trong thời nhà Nguyên đây từng là vùng nước trũng（đầm lầy) vì vậy mà gọi là Hải Điến. Vào thời nhà thanh vì việc xây dựng “Tam Sơn Ngũ Viên”（Tam Sơn：Hương Sơn, núi Ngọc Tuyền, núi Vạn Thọ và Ngũ Viên：Sướng Xuân Viên, vườn Viên Minh, Tĩnh Minh viên, Tĩnh Nghi viên, Di Hòa viên) làm cho văn hóa và kinh tế của khu Hải Điến ngày càng thịnh vượng.
Diện tích của khu Hải Điến trong thời Trung Hoa Dân Quốc thuộc vùng ngoại ô của hai huyện Uyển Bình (宛平) và Xương Bình (昌平).:1
Ngày 10 tháng 1 năm 1949, nhân dân 18 quận thành phố Bắc Bình thành lập chính phủ tại trấn Hải Điến, tháng 7 cùng năm khu 16 và 17 được sáp nhập, đổi tên thành khu 16. Huyện Xương Bình nằm ở phía đông bắc cùng với 5 thôn sau đó được nhập vào khu 16. Tháng 8 năm 1950, khu 16 đổi tên thành khu 13. Đường Triển Lãm, đường Lễ Sĩ ở phía đông khu vực vào tháng 5 năm 1951 thuộc Tây Tứ, thuộc quyền quản lý của quận Tây Đan. Ngày 1 tháng 9 năm 1952, khu 13 đổi tên thành Hải Điến.:1